# Jón Loftsson
Jón Loftsson (született 1124-ben, meghalt 1197-ben) nagyhatalmú törzsfő volt Izland déli részén, Rangá megyében, Oddiban. Ő nevelte fel Snorri Sturlusont, akit gyermekkorában örökbe fogadott.
Szülei Loftur Sæmundsson és Þóra Magnúsdóttir voltak. Anyja, Þóra vagy Thora, Csupaszlábú Magnus király természetes lánya volt. 1179-ben részt vett a római katolikus egyház elleni sikeres mozgalomban (Staðarmál). Jón egy kolostort alapított Keldurban, ahol élete utolsó éveit töltötte, és ott is temették el. Jón halála után az Oddi-beli család még mindig a leghatalmasabb volt Izlandon, de erejük gyorsan hanyatlani kezdett.
Jón Loftssonról íródott a Nóregs konungatal című vers, amely a norvég királyi családtól származtatja Jónt.